# Juan Bauza
Juan Francisco Bauza (Gualeguaychú, 3 maggio 1996) è un calciatore argentino, centrocampista dell'Atlético Nacional, in prestito dall'FCU Craiova.

## Carriera
Ha giocato nella seconda divisione argentina e nella prima divisione dei campionati argentino, polacco, rumeno ed emiratino.